# Piako River
Der Piako River ist ein Fluss in der Region Waikato auf der Nordinsel von Neuseeland.

## Geographie
Der Fluss entspringt nördlich des 492 m hohen Te Tapui und östlich des 1311 m hohen Maungakawa und fließt von dort teilweise mäanderförmig in Richtung Norden. Dabei passiert er die kleine Stadt Morrinsville an ihrer Ostseite und strebt auf das Feuchtgebiet der Hauraki Plains zu. Über den Waitoa Canal trägt der Waitoa River rechtsseitig seine Wässer zu. Nachdem der Fluss die kleinen Gemeinden Kerepahi und Ngatea passiert hat, mündet er knapp 4 km westsüdwestlich des Mündungsgebiets des Waihou River in den Firth of Thames.
Der Piako River verfügt bei einer Länge von rund 101 km über ein Wassereinzugsgebiet von 1480 km².

## Geschichte
Eine Brücke, die Piako River Bridge, über den Fluss wurde 1917 in Ngatea erbaut. Damals war der Wassertransport über Flüsse und Kanäle der vorherrschende Transportweg. Mit der Entwicklung der ersten Straßen wurde die Brücke als Verbindung zwischen Auckland und Tauranga gebaut.